# Tenoxicam

## Mod de acțiune
Antiinflamator nesteroidian, analgezic și antipiretic, din generația a II-a, combate agregarea plachetelor sanguine. Este un puternic inhibitor al biosintezei prostaglandinelor, atât in vitro cât și in vivo.Se absoarbe aproape complet pe cale orală, are procent de legare de proteinele plasmatice 99% și pătrunde relativ bine în lichidul sinovial(insă lent).

## Indicații
- terapia simptomatică a afecțiunilor reumatice inflamatorii dureroase și degenerative.
- artrita reumatoidă, osteoartrită, spondilartrita anchilozantă, tendinită, bursită, periartrită, sciatică, lombalgie, gonartroze și coxartroză, criză de gută

## Efecte adverse
este relativ bine suportat, reacțiile adverse care apar sint de natură gastrointestinală, constipație, diaree, cefalee. Mai pot aparea dermatoze, edeme ușoare, scăderea hemoglobinemiei.

## Contraindicații
- nu trebuie administrat la: persoane cu sensibilitate la produs; persoane cu antecedente alergice la alte antiinflamatorii nesteroidiene;
- persoane cu ulcer gastroduodenal sau alte afecțiuni gastrice; persoane ce urmează să se supună unor intervenții chirurgicale existând pericol de insuficiență renală.
- se impune precauție la pacienții ce utilizează anticoagulante sau antidiabetice orale

## Mod de administrare
Parenteral în toate afecțiunile 20 mg/zi (1 fiolă/zi i.m. sau i.v. primele 2 zile, apoi tratament oral 1 comprimat/zi timp de 1-2 săptămâni). Substanța liofilizată se dizolvă în 2 ml solvent și se folosește imediat. Pentru bolnavii care necesită un tratament de lungă durată se recomandă administrarea orală de 10 mg/zi ca doză de întreținere.